# سیارک ۶۹۰۸
سیارک ۶۹۰۸ (به انگلیسی: 6908 Kunimoto، نامگذاری:1990WB3) شش هزار و نهصد و هشتمین سیارک کشف شده‌است که در ۲۴ نوامبر ۱۹۹۰ کشف شد.
قدر مطلق سیارک برابر ۱۲٫۶۰ است.